# Москожин (Нижньосілезьке воєводство)
Москожин (пол. Moskorzyn, нім. Herzogtal) — село в Польщі, у гміні Польковиці Польковицького повіту Нижньосілезького воєводства.
Населення — 198 осіб (2011).
У 1975-1998 роках село належало до Легницького воєводства.

## Демографія
Демографічна структура станом на 31 березня 2011 року:
|          | Загалом | Допрацездатний вік | Працездатний вік | Постпрацездатний вік |
| -------- | ------- | ------------------ | ---------------- | -------------------- |
| Чоловіки | 102     | 22                 | 72               | 8                    |
| Жінки    | 96      | 22                 | 50               | 24                   |
| Разом    | 198     | 44                 | 122              | 32                   |